# Bandel
Bandel (bengali ব্যান্ডেল, derivat de Bandar, port) és una vila del districte d'Hughli o Hoogly a Bengala Occidental (Índia), a la riba dreta del riu Hugli, fundada per colons portugueses. A la rodalia hi ha Debanandapur a 3 km (lloc de naixement de l'autor bengali Sharat Chandra Chattopadhyay), Sahaganj a 4 km, Tribeni a 8 km, Mogra a 7 km i Bansberia a 4 km, entre d'altres. Famosa per les seves cremes de formatge.
L'església catòlica de Bandel fou fundada, segons recorda una inscripció, el 1599 i seria l'església més antiga de Bengala; l'església original fou destruïda pels musulmans el 1629 i després reconstruïda el 1660 per Gómez de Soto i anomenada Convent de Nossa Senhora do Rosario; una gran sala hi fou afegida el 1820. El títol de propietat fou concedit per l'emperador Shah Jahan el 1633 i confirmat el 1646.